# Fly with Me
Chansons représentant l'Arménie au Concours Eurovision de la chanson
LoveWave
(2016) Qami
(2018)
Fly with Me, (en français « Vole avec moi ») est la chanson d'Artsvik qui représentera l'Arménie au Concours Eurovision de la chanson 2017 à Kiev, en Ukraine.